# در آخرین لحظه (مجموعه تلویزیونی ایتالیایی)
در آخرین لحظه (ایتالیایی: All'ultimo minuto) یک مجموعهٔ تلویزیونی آنتولوژی ایتالیایی با کارگردانی روجرو دئوداتو است که مابین سال‌های ۱۹۷۱ تا ۱۹۷۳ از شبکهٔ تلویزیونی رای ۱ پخش شد.
در هر قسمت، یک یا چند نفر گرفتار موقعیتی بغرنج و به‌ظاهر حل‌ناشدنی می‌گردند که البته (همان‌طور که از عنوان سریال بر می‌آید) در آخرین لحظه حل می‌شود.

## گزیدهٔ بازیگران
- اروس پاگنی
- کورادو اولمی
- ماریسا بارتولی
- جانفرانکو بارا
- ارنستو کولی
- مرتین بروشار
- جیجی ردر
- لائورا دِ مارکی
- تانو چیمارزا
- فرانکو وُلپی
- آنا میزروکی
- جینو پیرینس
- نیه‌تا زوکی
- کارلو لومباردی
- جینا ماشتی
- کارلو آلیگیرو
- برونو شیپیونی
- آلبرتو سورنتینو
- آندره‌آ کِـکی
- ساندرو دُری
- جانی سولارو
- تینو بیانکی
- فائوستو توتسی
- والنتینو ماکی
- لوکا اسپورتلی
- سیلویا دیونیزیو
- سوفیا دیونیزیو
- آندره‌آ آئورلی
- لیویو لورنتسون
- مائوریتسیو مرلی
- ماریو والدرمارین
- آدریانا آستی
- آندرئا بوزیچ
- اینیاتسیو لئونه
- رناتو توری
- فرانچسکو وایرانو
- کورادو گیپا
- جیزلا سوفیو
- لائورا کارلی
- جووانی پتروچی
- ماسیمو داپورتو
- جان‌پی‌یرو آلبرتینی
- میکائلا ازدرا
- ویتوریو دوسه
- میکله ریکاردینی
- آلفردو ریتسو
- ادواردو تونیلو
- آنابلا اینکنتررا
- ماسیمو سراتو
- فرانکو آبینا
- آتیلیو دوتزیو
- اوگو ساسو
- جولیانا ریورا